# Rising from Ashes
Rising From Ashes es un documental independiente de 2012 sobre el desarrollo de un equipo ciclista nacional en Ruanda, un país aún afectado por el genocidio de Ruanda de 1994, donde se estima que entre 500.000 y 1.000.000 de ruandeses fueron asesinados.

## Sinopsis
El ciclista profesional Jacques “Jock” Boyer se muda a Ruanda en 2006 para ayudar a un grupo de sobrevivientes del genocidio que luchan por formar un equipo ciclista nacional. El equipo está compuesto por niños que quedaron huérfanos y traumatizados por el genocidio de 1994. A lo largo de la historia, tanto Boyer como el equipo "resurgen de las cenizas" de su pasado con la ayuda de sus nuevos logros.
El "Equipo Ruanda" comienza como una organización ciclista, pero evoluciona a medida que los organizadores se dan cuenta de las mayores necesidades de los atletas. Muchos ciclistas son analfabetos y están desnutridos, viven sin agua, electricidad o atención médica, y la mayoría se está recuperando de los efectos psicológicos del genocidio. Finalmente, el "Equipo Ruanda" es visto como un símbolo de esperanza para el país. En los años siguientes, el equipo amplía su visión y desarrolla un modelo de atención a los deportistas.

## Producción
Rising from Ashes fue coproducida durante seis años por dos organizaciones sin fines de lucro, Gratis 7 Media Group y Project Rwanda. El presupuesto fue de $ 800,000, proveniente de donaciones.

## Recepción
Daphne Howland de The Village Voice llamó lo describió como “un documental notable. No se trata solo de un equipo ciclista; es un testimonio de lo que sucede cuando los seres humanos se cuidan unos a otros".
"La película es nítida y económica", dijo Frank Schneck de The Hollywood Reporter. "La película ... evita melodramas extraños, que, después de todo, apenas son necesarios en una historia que ya contiene un drama inherentemente poderoso".
El sitio web de reseñas Rotten Tomatoes informa que el 79% de los críticos le dieron a la película una reseña positiva basada en 19 reseñas, con una puntuación promedio de 5.9/10.